# تاتسویا فوجیوارا
تاتسویا فوجیوارا (انگلیسی: Tatsuya Fujiwara؛ زادهٔ ۱۵ مهٔ ۱۹۸۲) هنرپیشه اهل ژاپن است. وی از سال ۱۹۹۷ میلادی تاکنون مشغول فعالیت بوده‌است. از نقش‌های وی می‌توان به یاگامی لایت در فیلم یادداشت مرگ اشاره کرد.